# Elytraria imbricata
Elytraria imbricata är en akantusväxtart som först beskrevs av Vahl, och fick sitt nu gällande namn av Christiaan Hendrik Persoon. Elytraria imbricata ingår i släktet Elytraria och familjen akantusväxter. Inga underarter finns listade i Catalogue of Life.